# شیو شاستری بالبوآ
شیو شاستری بالبوآ (انگلیسی: Shiv Shastri Balboa) فیلم هندی کمدی درام هندی-زبان، محصول سال ۲۰۲۳ است که توسط آجایان ونوگوپالان (Ajayan Venugopalan) نوشته و کارگردانی شد. بازیگران اصلی فیلم انوپم کهیر، نینا گوپتا و جوگال هانسراج هستند. عمده شات‌های فیلم در نیوجرسی ایالت متحده آمریکا بود.